# Lista grupelor muntoase din Carpații Meridionali

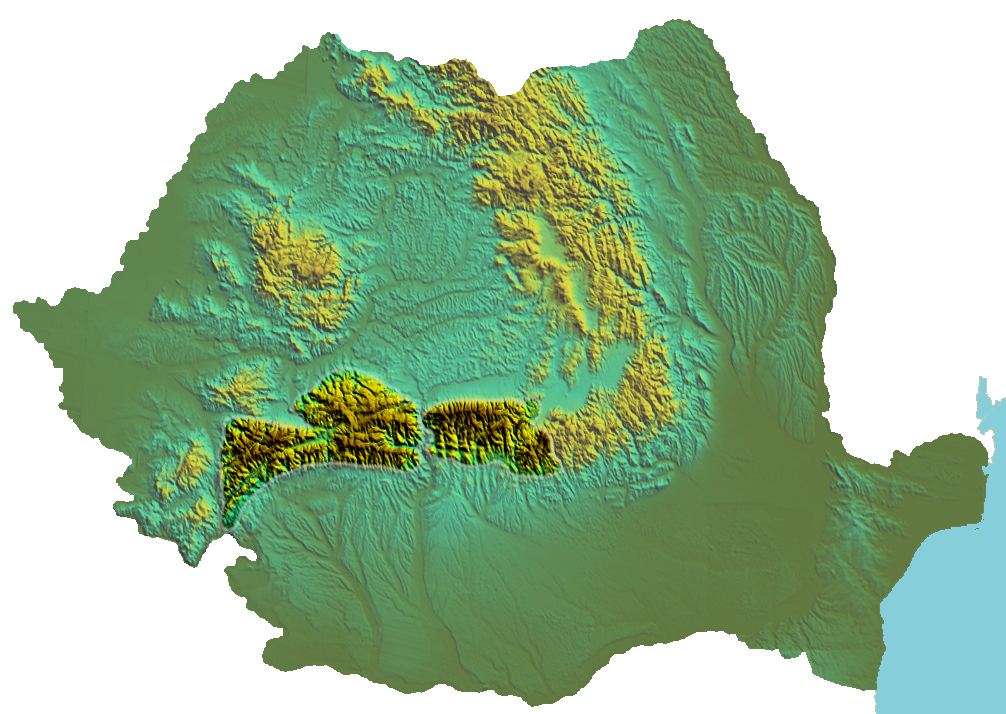
Carpații Meridionali

Această listă a celor 24 de sub-grupe montane distincte morfologic, geofizic și geografic din Carpații Meridionali conține denumirea generică a sub-grupului, precum și cel mai înalt vârf al său.  Sensul ales de aranjare în listă este cel orar din punctul cel mai de est al lanțului spre cel mai de vest al Carpaților Meridionali.

## Cele 24 de sub-grupe muntoase distincte

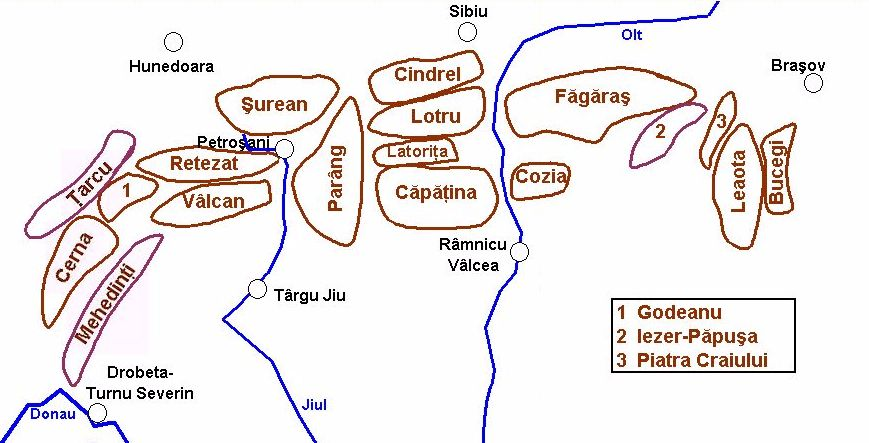
Sub-grupe

1. Munții Bucegi - cel mai înalt vârf, cu 2.514 m, este Vârful Omu
2. Munții Leaota - cel mai înalt vârf, cu 2.133 m, este Vârful Leaota
3. Munții Piatra Craiului - cel mai înalt vârf, cu 2.238 m, este Vârful La Om, cunoscut și ca Piscul Baciului
4. Munții Iezer-Păpușa - cel mai înalt vârf, cu 2.470 m, este Vârful Roșu
5. Masivul Ghițu - cel mai înalt vârf, cu 1.622 m, este Vârful Ghițu
6. Masivul Frunții - cel mai înalt vârf, cu 1.534 m, este Vârful Munțișor
7. Munții Țaga (sau Țagla) - cel mai înalt vârf, cu 1.641 m, este Vârful Țagla [1]
8. Munții Făgărașului - cel mai înalt vârf, cu 2.544 m, este Vârful Moldoveanu
9. Masivul Cozia - cel mai înalt vârf, cu 1.668 m, este Vârful Ciuha Mare, cunoscut și sub numele de Vârful Cozia
10. Munții Căpățânii - cel mai înalt vârf, cu 2.130 m, este Vârful Nedeia
11. Munții Lătoriței - cel mai înalt vârf, cu 2.055 m, este Vârful Bora
12. Munții Lotrului - cel mai înalt vârf, cu 2.242 m, este Vârful Șteflești
13. Munții Cindrel - cel mai înalt vârf, cu 2.245 m, este Vârful Cindrel
14. Munții Parâng - cel mai înalt vârf, cu 2.519 m, este Vârful Parângul Mare
15. Munții Șureanu - cel mai înalt vârf, cu 2.130 m, este Vârfu lui Pătru
16. Munții Vâlcan - cel mai înalt vârf, cu 1.946 m, este Vârful Oslea
17. Munții Tulișa - cel mai înalt pisc, cu 1.792 m,  este Vârful Tulișa.
18. Munții Retezat - cel mai înalt vârf, cu 2.509 m, este Vârful Peleaga
19. Munții Piule-Iorgovanul - cel mai înalt vârf, având 2.081 m, este Vârful Piule
20. Munții Mehedinți - cel mai înalt vârf, cu 1.466 m, este Vârfu lui Stan
21. Munții Godeanu - cel mai înalt vârf, cu 2.291 m, este Vârful Gugu
22. Munții Cernei - cel mai înalt vârf, cu 1.928 m, este Vârful Dobrii
23. Muntele Mic - cel mai înalt pisc, având 1.802 m, este Vârful Muntele Mic
24. Munții Țarcu - cel mai înalt vârf, cu 2.196 m, este Vârful Căleanu